# Universales Haus der Gerechtigkeit

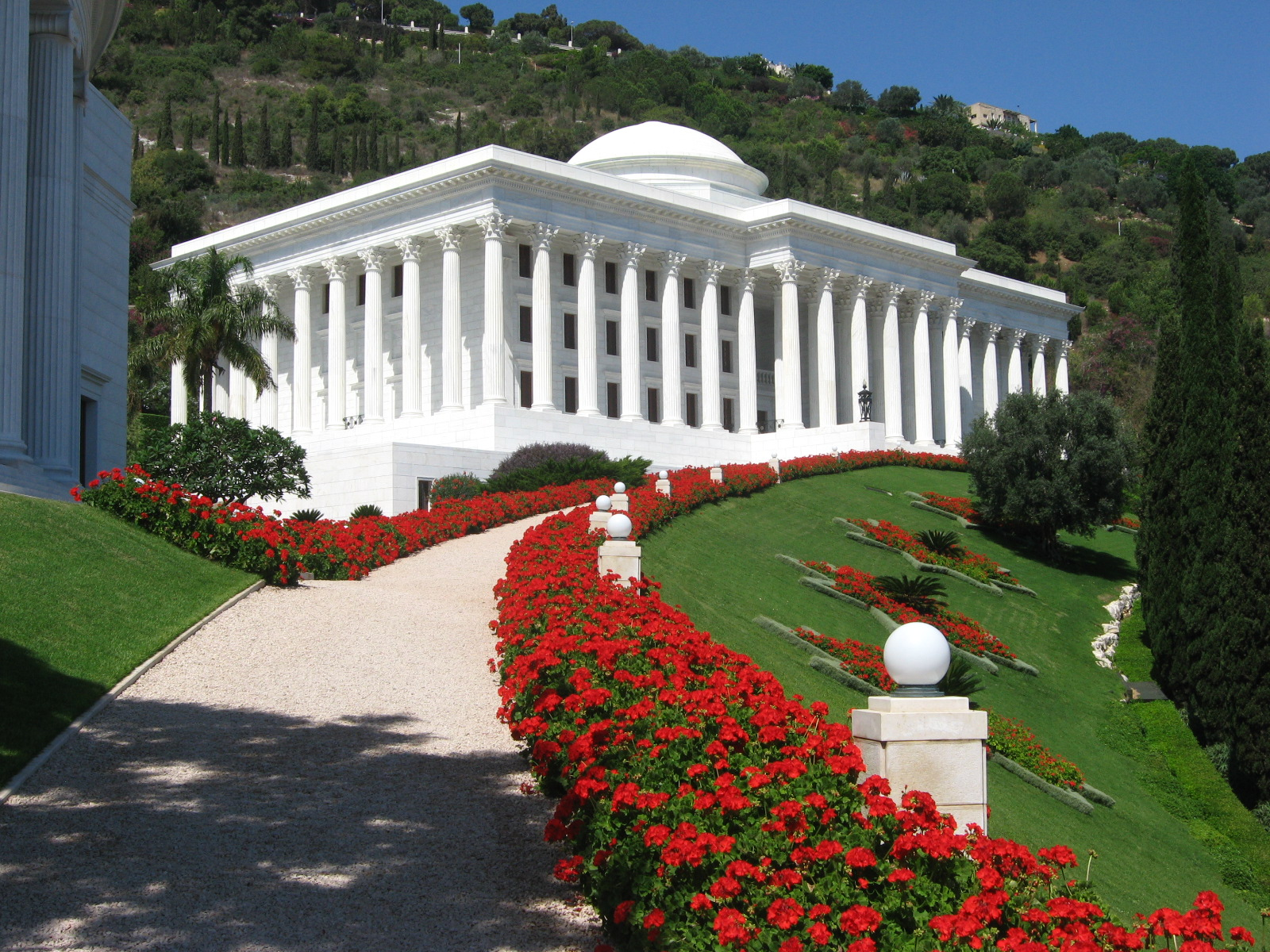
Sitz des Universalen Hauses der Gerechtigkeit auf dem Berg Karmel in Haifa, Israel

Das Universale Haus der Gerechtigkeit ist das internationale Leitungsgremium der Bahai-Religion. Die Etablierung dieser Institution, die 1963 erstmals gewählt wurde, hatte Bahāʾullāh bestimmt. Sie ist damit beauftragt, seine Lehren auf die Erfordernisse einer fortschreitenden Gesellschaft anzuwenden. Der Sitz des Universalen Hauses der Gerechtigkeit befindet sich in Haifa auf dem Berg Karmel in unmittelbarer Nähe des Schreins des Bab.

## Ursprünge

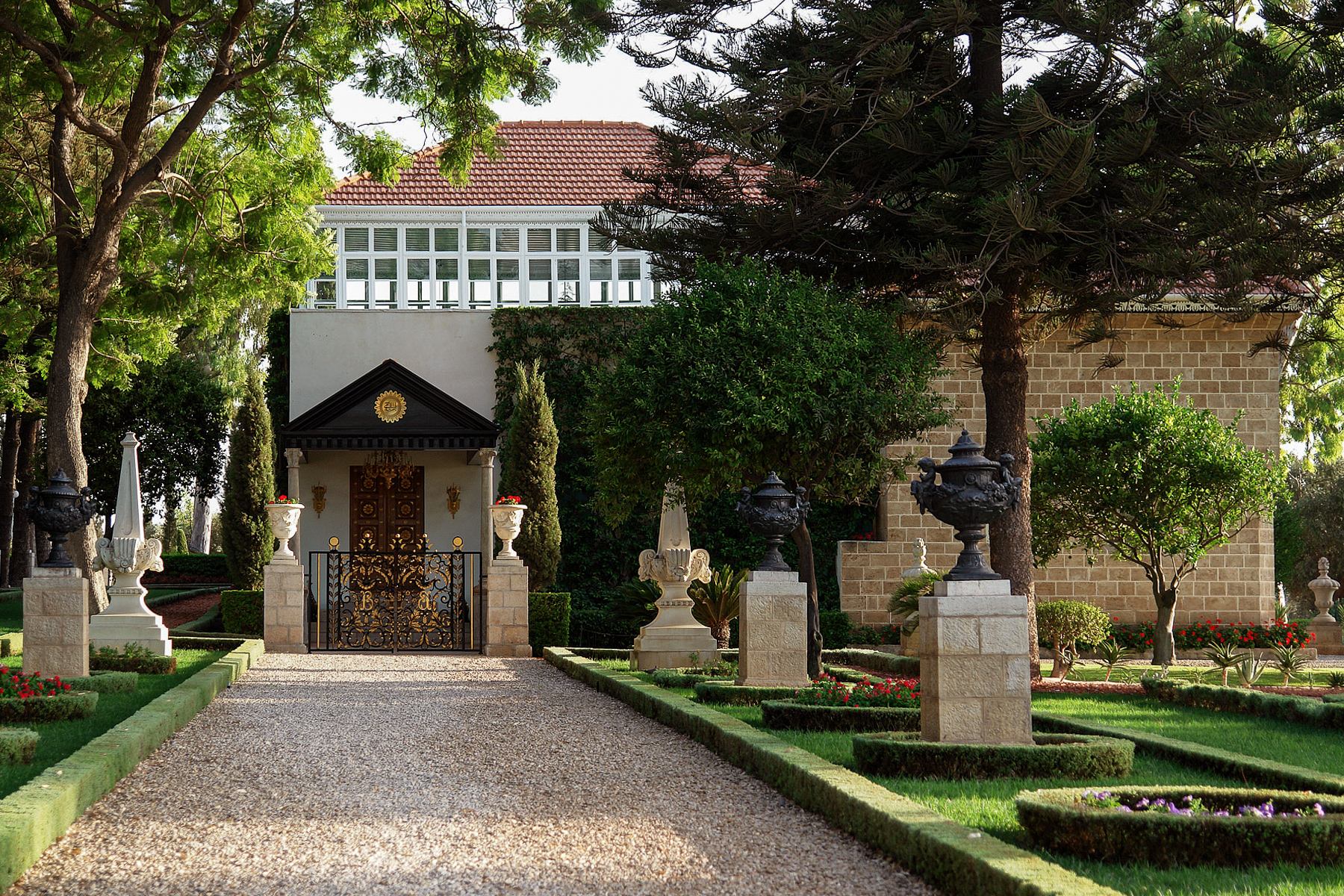
Schrein Bahāʾullāhs bei Akkon, Israel.

Bahāʾullāh erklärte im Heiligsten Buch, dass das Universale Haus der Gerechtigkeit zu etablieren sei und ging auf dessen Aufgaben auch in weiteren Schriften ein. Bahāʾullāhs ältester Sohn und Nachfolger als Oberhaupt des Bahai-Glaubens, ʿAbdul-Bahāʾ, bekräftigte die Autorität der Institution in seinem Testament und erläuterte spezifische Fragen zu ihrer Errichtung und Funktionsweise.
Aus Vorsicht angesichts der von ihm angenommenen imminenten Gefahr für sein Leben traf ʿAbdul-Bahāʾ zu Beginn des 20. Jahrhunderts Vorkehrungen für die Ermöglichung der Wahl des Universalen Hauses der Gerechtigkeit, die jedoch nicht umgesetzt werden mussten. Nach ʿAbdul-Bahāʾs Tod widmete sich dessen ältester Enkel Shoghi Effendi als Hüter des Bahai-Glaubens verstärkt der Errichtung des Gremiums und bereitete die Bahai-Gemeinde auf dessen Wahl vor. Sein Plan sah vor, dass zuerst Bahai-Institutionen auf örtlicher und nationaler Ebene entstehen sollten. Als Vorläufer des Universalen Hauses der Gerechtigkeit berief Shoghi Effendi 1951 den Internationalen Bahai-Rat ein.
Nach dem unerwarteten Tod von Shoghi Effendi im Jahre 1957 wurde sein Plan von den Händen der Sache Gottes, einer Gruppe angesehener Bahai, die er ernannt und kurz davor als „Chief Stewards“ des Bahai-Glaubens bezeichnet hatte, weitergeführt. Diese sorgten dafür, dass die erste Wahl des Universalen Hauses der Gerechtigkeit stattfinden konnte. Zum hundertsten Jubiläum der öffentlichen Verkündigung des Religionsstifters in Bagdad, im April 1963, nahmen die Mitglieder von 56 Nationalen Geistigen Räten an dieser teil.

## Aufgaben und Befugnisse

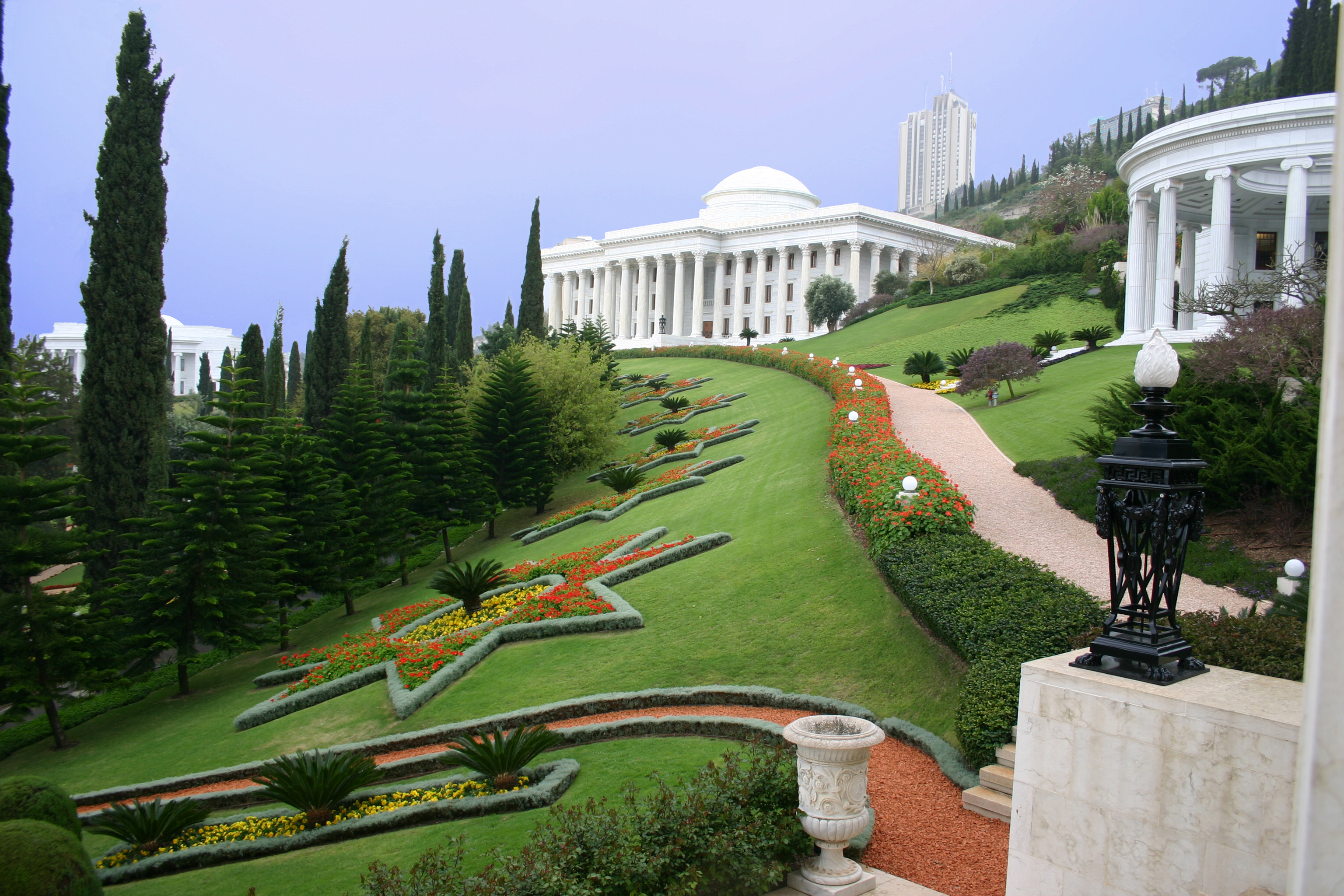
Sitz des Universalen Hauses der Gerechtigkeit

Das Universale Haus der Gerechtigkeit hat die Aufgabe, die Lehren Bahāʾullāhs gemäß den Anforderungen einer Gesellschaft, die sich stets weiterentwickelt, zur Anwendung zu bringen.

„Insofern es für jeden Tag ein neues Problem und für jedes Problem eine zweckmäßige Lösung gibt, sind solche Angelegenheiten den Geschäftsträgern des Hauses der Gerechtigkeit vorzulegen, damit sie nach den Nöten und Erfordernissen der Zeit handeln.“

Das Haus der Gerechtigkeit ist für die Bahai die letzte Instanz in allen Fragen, die die soziale und geistige Entwicklung der Menschheit hin zu der von Bahāʾullāh angestrebten Vision betreffen. Bahāʾullāh beauftragte das Universale Haus der Gerechtigkeit damit, weltweiten Frieden zu fördern sowie die Bahai-Lehren für die „Erziehung der Völker, den Aufbau der Nationen, den Schutz des Menschen und die Sicherung seiner Ehre“ anzuwenden. Das Gremium soll zudem die Integrität und Flexibilität der Bahai-Lehren sicherstellen und die Einheit der Bahai-Gemeinde bewahren.
Das Universale Haus der Gerechtigkeit wurde in den Bahai-Schriften auch konkret damit befugt, Gesetze und Verordnungen zu erlassen, wenn der Gegenstand nicht bereits ausdrücklich in den heiligen Schriften der Bahai geregelt ist. Zu den weiteren Befugnissen des Universalen Hauses der Gerechtigkeit gehören beispielsweise die Aufhebung von zuvor von der Institutionen selbst erlassenen Bestimmungen, die Verwaltung aller religiösen Stiftungen sowie der Erhalt der und die Verfügung über die Huqúqu’lláh.
Nach den Schriften Bahāʾullāhs ist das Universale Haus der Gerechtigkeit bei seinen Entscheidungen göttlich inspiriert. In den Bahai-Schriften werden die Bahai aufgefordert, der als verbindlich bezeichneten Führung des Universalen Haus der Gerechtigkeit zu folgen.

## Wahl und Mitgliedschaft

ʿAbdul-Bahāʾ, der älteste Sohn und Nachfolger Bahāʾullāhs als Oberhaupt des Bahai-Glaubens

Der Prozess zur Wahl des Universalen Hauses der Gerechtigkeit beinhaltet drei Stufen oder Schritte. Zuerst sind alle Bahai, die mindestens 18 Jahre alt sind, berechtigt, an jährlichen Wahlversammlungen an der Basis teilzunehmen. Auf diesen wählen sie Delegierte, die wiederum im Rahmen von nationalen Tagungen ein Mal im Jahr das nationale Leitungsgremium der Bahai wählen. Die Mitglieder aller solcher Nationalen Geistigen Räte wählen ihrerseits schließlich alle fünf Jahre die neun Mitglieder des Universalen Hauses der Gerechtigkeit. Diese Wahl wird in der Regel im Rahmen einer mehrtägigen internationalen Tagung in Haifa, bei der sich die Wahlberechtigten durch Besuche der Heiligen Stätten der Bahai auf die Wahl vorbereiten können, durchgeführt.
Entsprechend den allgemeinen Prinzipien für Wahlen in der Bahai-Verwaltungsordnung sind auch hier keine Nominierungen und keine Wahlwerbung zulässig.
Die Mitgliedschaft im Universalen Haus der Gerechtigkeit ist gemäß den Vorgaben Bahāʾullāhs auf Männer beschränkt. Laut ʿAbdul-Bahāʾ wird die Weisheit dieser Regelung, die vor dem Hintergrund der Betonung der Gleichberechtigung der Geschlechter als zentrales Glaubensprinzip in den Bahai-Schriften überrascht, in der Zukunft verstanden werden. Die Bahai sehen darin kein Zeichen der Überlegenheit von Männern.

## Wirken

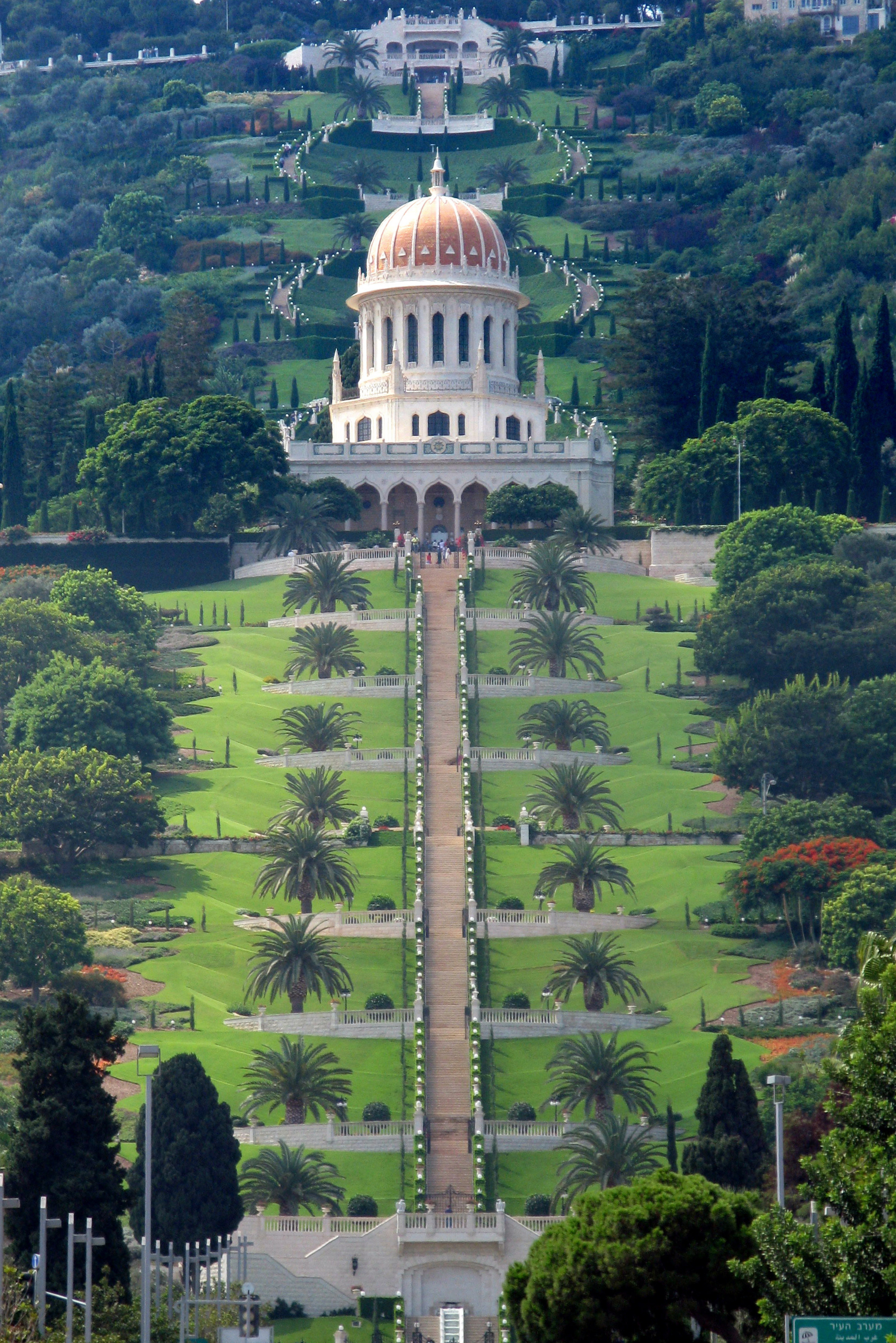
Schrein des Bab samt Gartenterrassen auf dem Berg Karmel in Haifa.

Das Universale Haus der Gerechtigkeit fördert seit seiner ersten Wahl das Vorankommen der Bahai-Religion durch mehrjährige globale Pläne. In deren Folge ist die weltweite Bahai-Gemeinde von etwa einer halben auf bis zu acht Millionen Mitglieder gewachsen. Dabei kam es auch zu einer Verschiebung in der ethnischen Zusammensetzung der Gemeinde und zu einer höheren Diversität. Die Zahl der Nationalen Geistigen Räte wuchs von 56 auf über 190 an.
In dieser Zeit veröffentlichte das Universale Haus der Gerechtigkeit eine Verfassung auf Basis der Bahai-Schriften, ernannte erstmals kontinentale Beraterämter, gründete das Internationale Lehrzentrum, bezog seinen ständigen Sitz auf dem Berg Karmel in Haifa, überwachte die Fertigstellung weiterer angrenzender Verwaltungsgebäude, widmete sich der Erhaltung und Verschönerung der Heiligen Stätten der Bahai in Israel und sorgte für die Fertigstellung der Gartenterrassen zum Schrein des Bab. Zudem wurden Kontinentale Häuser der Andacht in Panama, Westsamoa, Uganda,  Indien sowie Chile eingeweiht.
Infolge der Ausbreitung des Bahai-Glaubens initiierte das Universale Haus der Gerechtigkeit eine methodische Erforschung der Anwendung der Bahai-Lehren unter anderem in den Bereichen Landwirtschaft, Gesundheit, Bildung und Kommunikationstechnologie. Zudem förderte es Initiativen zu den Themen Menschenrechte, Frauenförderung und globaler Wohlstand sowie die Beteiligung der Bahai an öffentlichen Diskursen, die diese und weitere Themen betreffen. Vor dem Hintergrund der Verteidigung der Menschenrechte der Bahai im Iran angesichts der zunehmenden systematischen Verfolgung nach der islamischen Revolution 1979 kam es zu einer stärkeren öffentlichen Anerkennung der Bahai und ihres Beitrags zu gesellschaftlichem Wandel.
Seit 1996 fördert das Universale Haus der Gerechtigkeit, nicht zuletzt als Reaktion auf ein rasches Wachstum der Gemeinde, ein Muster der Gemeindeentwicklung, bei dem die Fähigkeit innerhalb von Bevölkerungsgruppen gehoben werden soll, die eigene spirituelle, soziale und intellektuelle Entwicklung in die Hand zu nehmen. Dabei soll ein Ansatz verfolgt werden, der sich auf den Aufbau der Kapazität vieler Einzelner, insbesondere Jugendlicher, sowie die Förderung von deren Beteiligung an Studium, Andacht und Dienst an der Basis fokussiert. Anstatt Grenzen zwischen Gläubigen und Nicht-Gläubigen, zwischen Führern und Laien sowie zwischen privater Religiosität und Gemeindedienst zu ziehen, soll ein partizipatives und inklusives Gemeindeleben hervortreten, das sich durch eine „Kultur des Lernens“ und eine Ausrichtung auf das Wohl der Gesamtgesellschaft auszeichnet. Im Mittelpunkt dieses Vorhabens steht ein Bildungssystem, das auf Basis eines von den Prinzipien des Bahai-Glaubens geprägten und sich stetig entwickelnden konzeptuellen Rahmens für sozialen Wandel gestaltet ist.

## Publikationen
Zusätzlich zu Korrespondenz mit Einzelnen, Gruppen und Institutionen richtet sich das Universale Haus der Gerechtigkeit mit Botschaften an die weltweite Bahai-Gemeinde. Diese sind für die Bahai Teil eines reziproken und iterativen globalen Lernprozesses, bei dem auf Basis dieser Führung beraten, gehandelt und reflektiert wird, um die Bahai-Lehren kontextbezogen konstruktiv anzuwenden. Eine zentrale Rolle nehmen dabei die Schreiben ein, die das Universale Haus der Gerechtigkeit jedes Jahr am ersten Tag des Ridvan-Festes an die weltweite Bahai-Gemeinde übermittelt. Zu Ridvan 2010 schrieb es beispielsweise über den Bahai-Zugang zu sozialem Handeln:

„Der Zugang zu Wissen ist das Recht eines jeden Menschen, und mitzuhelfen, Wissen zu generieren, anzuwenden und zu verbreiten ist eine Verantwortung, die alle schultern müssen in dem großen Unternehmen, eine blühende Weltzivilisation aufzubauen – wobei jeder seine oder ihre eigenen Talente und Fähigkeiten einsetzt. Gerechtigkeit erfordert universelle Teilhabe.“

Ende 2023 veröffentlichte das Universale Haus der Gerechtigkeit ein Schreiben, mit dem Reflexionen über die Fortschritte der Bahai-Gemeinde in den 100 Jahren seit 1921, also dem Todesjahr ʿAbdul-Bahāʾs, dargelegt werden. Darin formuliert das Gremium unter anderem:

„Jedes Volk und jede Nation hat in der nächsten Phase der grundlegenden Neugestaltung der menschlichen Gesellschaft eine Rolle zu spielen. Alle haben einzigartige Einsichten und Erfahrungen für den Aufbau einer geeinten Welt zu bieten. Die Verantwortung der Freunde hingegen ist es, als Überbringer der stärkenden Botschaft Bahá’u’lláhs, den Völkern zu helfen, ihre verborgenen Potenziale freizusetzen, um ihre höchsten Bestrebungen zu verwirklichen.“

Über die Führung der Bahai-Gemeinde hinaus veröffentlicht das Universale Haus der Gerechtigkeit Briefe und Dokumente, die die Vision und die Herangehensweise der Bahai betreffend ausgewählte gesellschaftliche Fragen beschreiben. So richtete es 1985 als Beitrag zum internationalen Friedensdiskurs eine Botschaft „an die Völker der Welt“, in der die Sicht der Bahai auf die Voraussetzungen für weltweiten Frieden dargelegt wurde. Als Antwort auf international zunehmende religiöse Intoleranz verfasste es 2002 einen Brief an religiöse Führer, um den Dialog über die interreligiöse Bewegung und die Rolle der Religion in der Gesellschaft vor dem Hintergrund des Bahai-Prinzips der Einheit der Religionen zu fördern.